# Sindromul Bálint
Sindromul (lui) Bálint este o triadă neobișnuită și incomplet înțeleasă de tulburări neuropsihologice severe: incapacitatea de a percepe câmpul vizual ca un întreg (simultanagnozia), dificultate de fixare a ochilor (apraxia oculomotorie) și incapacitatea de a muta mâna la un obiect specific prin utilizarea vederii (ataxie optică) . A fost numit în 1909 după neurologul și psihiatrul austro-ungar Rezső Bálint care l-a identificat pentru prima dată   . 
Sindromul Bálint apare cel mai adesea cu un debut acut, ca urmare a două sau mai multe lovituri  aproximativ în același loc în fiecare emisferă. Prin urmare, apare rar. Cea mai frecventă cauză a sindromului complet Bálint este, după unii, o hipotensiune bruscă și severă, ceea ce duce la infarct bilateral în zona de frontieră, în regiunea occipito-parietală. Mai rar, s-au descoperit cazuri de sindrom Bálint progresiv în afecțiuni degenerative, precum boala Alzheimer   sau anumite leziuni traumatice ale creierului la granița parietală și a lobilor occipitali ai creierului. 
Lipsa de conștientizare a acestui sindrom poate duce la un diagnostic greșit și la un tratament inadecvat. Prin urmare, clinicienii ar trebui să fie familiarizați cu sindromul Bálint și cu diferitele sale etiologii . 

## Simptome
Simptomele sindromului Bálint pot fi destul de debilitante, deoarece acestea afectează abilitățile vizuospațiale, scanarea vizuală și mecanismele de atenție. Deoarece reprezintă o afectare atât a funcțiilor vizuale, cât și ale limbajului, este un handicap semnificativ, care poate afecta siguranța pacientului - chiar și în propriul mediu de acasă și poate face ca o persoană să fie incapabilă să își păstreze locul de muncă. În multe cazuri, triada completă a simptomelor - incapacitatea de a percepe câmpul vizual ca un întreg (simultanagnosia), dificultăți în fixarea ochilor (apraxia oculomotorie) și incapacitatea de a muta mâna la un obiect specific prin utilizarea vederii (ataxie optică) - nu poate fi observată până când pacientul nu este în reabilitare. Terapeuții care nu sunt familiarizați cu sindromul Bálint pot diagnostica greșit incapacitatea unui pacient de a îndeplini așteptările de progres în oricare dintre aceste domenii de simptome, indicând pur și simplu incapacitatea de a beneficia de o terapie tradițională suplimentară. Însăși natura fiecărui simptom Bálint frustrează progresul reabilitării în fiecare dintre celelalte simptome. Este nevoie de mult mai multe cercetări pentru a dezvolta protocoale terapeutice care să abordeze simptomele Bálint ca grup, tocmai din cauză că dizabilitățile sunt atât de împletite. 

### Simultanagnozia
Simultanagnozia este incapacitatea de a percepe evenimente sau obiecte simultane în câmpul vizual. Victimele sindromului Bálint percep lumea în mod eratic, ca o serie de obiecte individuale, mai degrabă decât să vadă integralitatea unei scene. 
Această tulburare spațială a atenției vizuale - capacitatea de a identifica elementele locale ale unei scene, dar nu întregul global - a fost menționată ca o constricție a ferestrei gestalt globale a individului - „fereastra” vizuală a atenției. Oamenii își fixează ochii pe imagini specifice din scenele sociale, deoarece sunt informative pentru semnificația scenei. Orice recuperare viitoare în simultanagnozie poate fi legată de extinderea cumva a ferestrei atenționale restricționate care caracterizează această tulburare. 
Simultanagnozia este un deficit vizual profund. Acesta afectează capacitatea de a percepe mai multe elemente într-un afișaj vizual, păstrând în același timp capacitatea de a recunoaște obiecte individuale. Un studiu sugerează că simultanagnosia poate rezulta într-o formă extremă de concurență între obiecte, ceea ce face dificilă dezactivarea atenției fixată pe un obiect după ce a fost selectat.  Pacienții cu simultanagnosie au o fereastră spațială restrânsă de atenție vizuală și nu pot vedea mai mult de un obiect simultan. Ei  văd lumea neplăcută și deformată. Prin urmare, ei aleg un singur obiect sau chiar componente ale unui obiect individual, fără a putea vedea „imaginea mare” globală. 
Un studiu care a testat direct relația dintre restricția ferestrei atenționale în simultanagnozie în comparație cu viziunea participanților sănătoși cu limite normale de procesare vizuală a confirmat limitările dificultăților pacienților cu simultanagnozie. 
Există dovezi considerabile că cortexul unei persoane este esențial împărțit în două fluxuri funcționale: o cale occipital-parietală-frontală care procesează informațiile „unde” și o cale occipital-temporal-frontală care furnizează informații „ce”. 

### Apraxia oculomotorie
Bálint s-a referit la aceasta ca fiind „paralizia psihică a privirii” - incapacitatea de a ghida în mod voluntar mișcările ochilor, schimbându-se într-o nouă locație de fixare vizuală.                                                             Un simptom major al apraxiei oculomotorii este faptul că o persoană nu are control asupra mișcărilor ochilor, cu toate acestea, mișcările verticale ale ochilor sunt de obicei neafectate. De exemplu, adesea au dificultăți în mișcarea ochilor în direcția dorită. Cu alte cuvinte, sacadele (mișcări rapide ale ochilor) sunt anormale. Din această cauză, majoritatea pacienților cu apraxie oculomotorie trebuie să-și întoarcă capul pentru a urmări obiecte care psunt în lateral. 

### Ataxia optică
Ataxia optică este incapacitatea de a ghida mâna către un obiect folosind informații vizuale, iar această incapacitate nu poate fi explicată prin deficiențe motorii, somatosenzoriale, vizuale sau prindeficiențe de acuitate. Ataxia optică se observă în sindromul Bálint, unde se caracterizează printr-un control vizual afectat al direcției de întindere a brațului către o țintă vizuală, însoțit de o orientare defectuoasă a mâinii și de execuție a apucării. Este considerată o tulburare vizuomotorie specifică, independentă de percepția greșită a spațiului vizual. 
Ataxia optică este, de asemenea, cunoscută sub numele de apucare ratată sau dismetrie (dificultatea de a măsura), secundară deficitelor perceptuale vizuale. Un pacient cu sindromul Bálint are mișcări defectuoase ale mâinii sub îndrumarea vizuală, în ciuda puterii normale a membrelor. Pacientul nu poate apuca un obiect în timp ce privește obiectul, din cauza necoordonării mișcării ochilor cu cea a mâinilor. Este adevărat mai ales în ce privește mâna lui contralezională.     
Dismetria se referă la o lipsă de coordonare a mișcării, caracterizată prin depășirea dincolo sau dincoace de poziția prevăzută, a mișcării mâinii, a brațului, a piciorului sau a ochiului. Uneori este descris ca o incapacitate de a judeca distanța sau scara de mărime. 
Așa cum afirmă Bálint, ataxia optică afectează grav activitățile de zi cu zi ale pacientului, deoarece "în timp ce taie o felie de carne, pe care o ține cu furculița în mâna stângă, el o caută cu cuțitul din mâna dreaptă în afara farfuriei" sau " ... când ar vrea să aprindă o țigară, adesea el ar i-ar da foc pe la jumătate, nu la capăt."
Abilitatea de a ajunge la un obiect a pacientului este, de asemenea, modificată. Îi ia mai mult timp pentru a ajunge la un obiect. Capacitatea lor de a înțelege un obiect este de asemenea afectată. Performanța pacientului este și mai grav deteriorată atunci când este împiedicată vizualizarea mâinii sau a țintei.

## Cauza
Dificultățile vizuale ale sindromului Bálint se datorează de obicei leziunilor lobilor parieto-occipitali de pe ambele părți ale creierului. Lobul parietal este zona mijlocie a părții superioare a creierului, iar lobul occipital este partea din spate a creierului. (De obicei nu afectează lobii temporari) 

## Diagnostic
Lipsa de conștientizare a sindromului poate duce la diagnosticarea greșită, cum ar fi orbirea, psihoza sau demența. Simptomele sindromului Bálint sunt cel mai des observate mai întâi de terapeuții care oferă reabilitarea în urma leziunilor cerebrale. Cu toate acestea, din cauza deficienței practicienilor de a se familiariza cu sindromul, simptomele sunt adesea explicate incorect, fără a fi considerate o posibilitate și urmate de confirmarea medicală a descoperirilor clinice și neuroradiologice. Orice perturbare severă a reprezentării spațiale, care apare spontan în urma unei afectări parietale bilaterale, sugerează puternic prezența sindromului Bálint și ar trebui investigată ca atare.  Un studiu raportează că deteriorarea regiunilor occipitoparietale dorsale bilaterale pare să fie implicată în sindromul Bálint. 

### Manifestări
Unele semne care sugerează sindromul Bálint în urma insultelor cerebrale bilaterale pot include: 
- limitarea perceperii doar la stimuli care se prezintă la 35 până la 40 de grade la dreapta. Ei sunt capabili să-și miște ochii, dar nu se pot fixa pe stimuli vizuali specifici. (ataxie)
- câmpul de atenție al pacientului este limitat la un singur obiect la un moment dat, îngreunând activități precum citirea, deoarece fiecare literă este percepută separat. (ataxie)
- incapacitate în care un pacient poate vedea și fundalul, dar nu obiectul care se află undeva în întreaga scenă, sau invers poate vedea obiectul, dar nu vede niciun fundal în jurul său (simultanagnosia)
- un pacient, în timp ce încearcă să introducă un picior într-un papuc, încearcă să introducă piciorul într-un papuc inexistent, la câțiva centimetri de papucul real, chiar dacă pacientul se concentrează pe papucul real (apraxia oculomotorie)
- un pacient care ridică o furculiță sau o lingură care conține mâncare într-un punct de pe fața pacientului deasupra sau sub gură, și poate găsi gura prin încercare și eroare prin mișcarea manuală a ustensilei pe față (ataxia optică)[23] [24].

## Tratament
În ceea ce privește reabilitarea specifică a tulburărilor vizuopercepționale, cum ar fi sindromul Bálint, literatura este extrem de redusă.  Conform unui studiu, reabilitare ar trebui să se axeze pe îmbunătățirea scanării vizuale, dezvoltarea mișcărilor manuale ghidate vizual și îmbunătățirea integrării elementelor vizuale. Foarte puține strategii de tratament au fost propuse, iar unele dintre acestea au fost criticate ca fiind slab dezvoltate și evaluate. 
Au fost identificate trei abordări pentru reabilitarea deficitelor perceptive, cum ar fi cele observate în sindromul Bálint: 
1. Abordarea adaptativă (funcțională), care implică sarcini funcționale care utilizează punctele tari și abilitățile persoanei, ajutând-o să compenseze problemele sau să modifice mediul pentru a diminua dizabilitățile. Aceasta este cea mai populară abordare.
2. Abordarea de remediere, care presupune refacerea SNC deteriorată prin formarea abilităților perceptive, care poate fi generalizată în toate activitățile vieții de zi cu zi. Acest lucru ar putea fi obținut prin activități la tablă sau exerciții senzorimotoare.
3. Abordarea multicontext, care se bazează pe faptul că învățarea nu este transferată automat dintr-o situație în alta. Aceasta presupune practicarea unei strategii țintite spre un mediu multiplu, cu sarcini variate și cerințe de mișcare încorporând sarcini de conștientizare de sine. [24]